# Земляникин, Владимир Михайлович
Владимир Михайлович Земляникин (27 октября 1933, Москва — 27 октября 2016, там же) — советский и российский актёр театра и кино, заслуженный артист РФ (1994).

## Биография
Владимир Земляникин родился 27 октября 1933 года в Москве. С началом Великой Отечественной войны вместе с матерью уехал из Москвы в эвакуацию. После войны стал заниматься в самодеятельности в городском Дворце пионеров, а затем в ДК ЗИЛ.
В 1951 году он подал документы в Школу-студию МХАТ, Щепкинское училище и Щукинское училище. Взяли его в Щукинское училище.
В 1954 году состоялся его дебют в кино, в фильме Татьяны Лукашевич «Аттестат зрелости». В 1956 году окончил училище.
До 1959 года — актёр Театра-студии киноактёра в Москве, затем — театра «Современник».
Был женат, есть дочь, трое внуков, 7 правнуков.
Скончался в свой день рождения на 84-м году жизни 27 октября 2016 года в Москве. Похоронен в Москве на Бабушкинском кладбище.

## Личная жизнь
- Первая жена — Любовь Лифенцова (Стриженова) (1940—2024), актриса, народная артистка РФ (1997).
  - дочь — Елена (1958—2025), актриса, 14 мая 2025 года погибла в ДТП, её сбил мотоциклист на пешеходном переходе.
- Вторая жена — журналистка Людмила Егорова.

## Роли в театре
- 1959 — «Два цвета» А. Зака и Н. Кузнецова — Федька Лукашов
- 1960 — «Голый король» Е. Л. Шварца — Генрих
- 1974 — «Из записок Лопатина» К. М. Симонова
- 1982 — «Ревизор» Н. В. Гоголя — Абдулин
- 1989 — «Крутой маршрут» (хроника времён культа личности) по мотивам одноимённого романа Е. С. Гинзбург (постановка — Г. Б. Волчек, инсценировка — Александр Гетман; премьера — 15 февраля 1989 года) — председатель комиссии
- 1989 — «Кот домашний средней пушистости» В. Войновича и Г. Горина, режиссёр — Игорь Кваша — Побратимов
- 1997 — «Аномалия» А. М. Галина — Медведев
- 2001 — «Балалайкин и К» по одноимённой пьесе С. Михалкова по отрывкам сатирического романа «Современная идиллия» М. Салтыкова-Щедрина — Редель
- 2004 — «Бесы» по роману Ф. М. Достоевского. Постановка Анджея Вайды — Алексей Егорович

## Фильмография
1. 1954 — Аттестат зрелости — одноклассник, «Добчинский» на Новогоднем Балу
2. 1954 — Испытание верности — гость у Лутониных
3. 1955 — Сын — Лёша Старостин
4. 1956 — Разные судьбы — студент на собрании
5. 1957 — Дом, в котором я живу — Серёжа Давыдов, младший сын
6. 1957 — Повесть о первой любви — Аркадий, «Чап»
7. 1958 — Улица молодости — Иван Кравчук
8. 1958 — Солдатское сердце — Фёдор Земсков
9. 1959 — Черноморочка — Вася Гордиенко
10. 1959 — Неподдающиеся — Зернов, член заводского комитета ВЛКСМ
11. 1960 — Шумный день — Николай
12. 1960 — Голоса нашего квартала — Арсен
13. 1962 — Молодо-зелено — Алексей Ведмедь
14. 1962 — Черёмушки — Сергей, водитель
15. 1963 — Тишина — Григорий Косов, парторг курса
16. 1965 — Путешественник с багажом — Щеглов, отец Севы
17. 1965 — Строится мост — Аркадий
18. 1966 — Сказки русского леса — артист
19. 1972 — Красно солнышко — Семён
20. 1973 — Вечный зов — Григорий Савельев, сын Митрофана
21. 1972 — Большая перемена — друг Петрыкина (нет в титрах)
22. 1975 — Шаг навстречу — корреспондент «Спортивной газеты»
23. 1975 — Небо со мной — Володя Ягодкин
24. 1977 — Приезжая — Шохин, директор школы
25. 1978 — Из записок Лопахина
26. 1978 — Близкая даль — Дёмин
27. 1979 — Особо важное задание — Круглов, парторг
28. 1981 — Белый ворон — Сергей Лоскутов
29. 1982 — Кафедра — Яковкин
30. 1982 — Нам здесь жить
31. 1983 — Конец бабьего лета — Берестень
32. 1983 — Летаргия — Смирнов
33. 1983 — Привет с фронта — Василевич
34. 1984 — Предел возможного — Свиридов
35. 1985 — Следствие ведут ЗнаТоКи. Полуденный вор — Молотков, автослесарь
36. 1985 — Битва за Москву — офицер 8 мехкорпуса
37. 1985 — Дороги Анны Фирлинг — солдат
38. 1985 — Матвеева радость — Шариков
39. 1986 — Дополнительный прибывает на второй путь — Белов
40. 1986 — Я сделал всё, что мог — Голыба
41. 1986 — В распутицу — Бобриков Игнат Сергеевич, начальник сельхозуправления
42. 1987 — Большевики — Курский, нарком юстиции
43. 1988 — Радости земные — инженер
44. 1990 — Дураки умирают по пятницам — полковник
45. 1992 — Убийство на Ждановской — Щёлоков, министр внутренних дел
46. 1993 — Раскол — Пирамидов
47. 1998 — Отражение
48. 2001 — Сезон охоты 2
49. 2002 — Маска и душа — Гриша
50. 2003 — Марш Турецкого 3 (сериал)
51. 2005 — Атаман — Злобин
52. 2005 — Голова классика — монах
53. 2007 — Завещание Ленина
54. 2008 — Псевдоним Албанец 2 (сериал) — Пётр Михайлович